# Геодошка

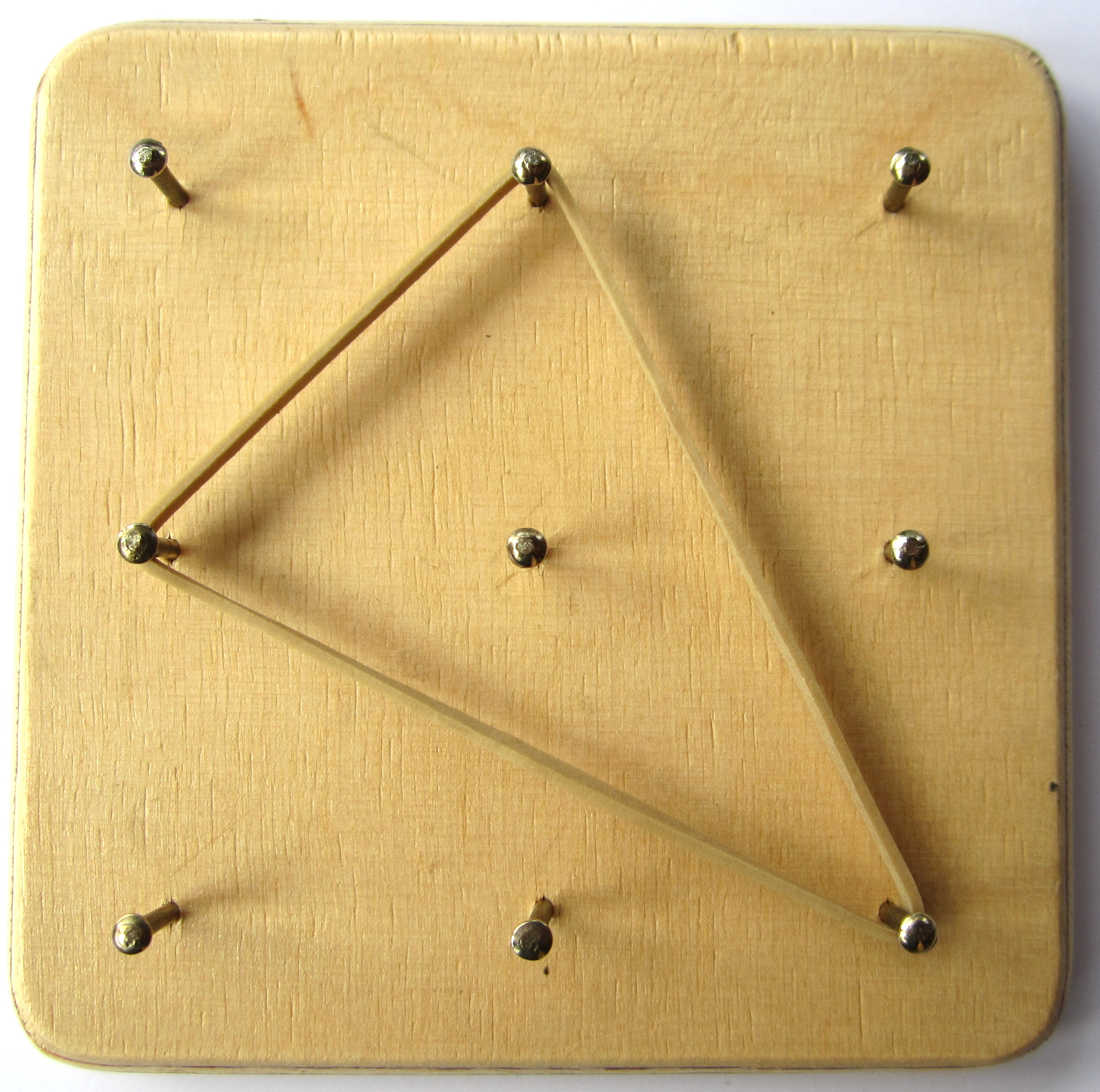
Деревʼяна 3ˣ3 геодошка

Геодошки використовуються для вивчення основних понять планіметрії, таких як периметр, площа, характеристики трикутників та інших багатокутників. Геодошку винайшов і популяризував в 1950 році єгипетський математик Калеб Гатегно (1911—1988). Геодошка складається з дошки та наполовину вбитих кілочків або цвяхів.

## Структура і використання

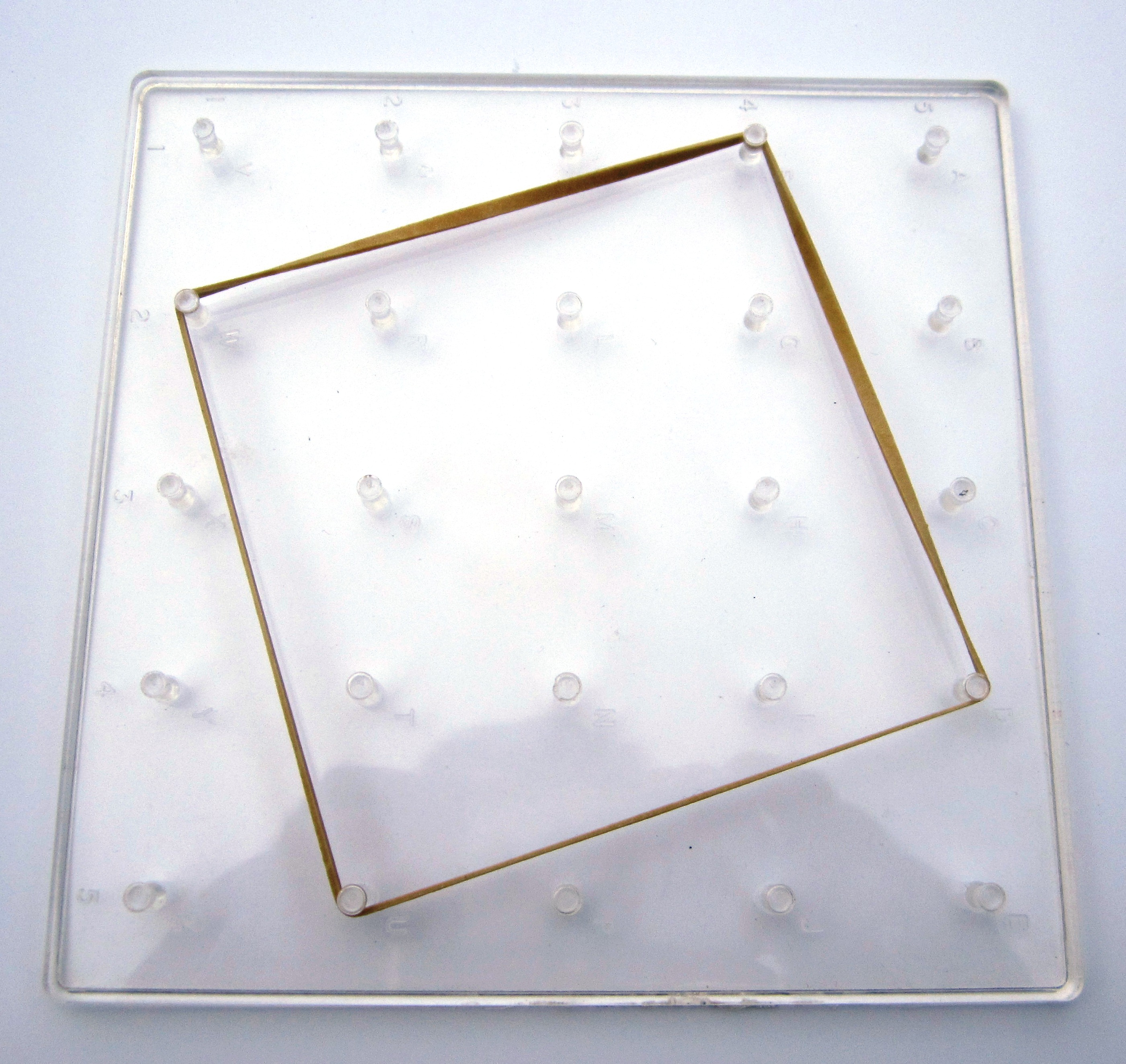
Пластикова 5ˣ5 геодошка

Використовуються різноманітні дошки.  Спочатку їх робили із фанери з наполовину вбитими цвяхами або кілочками. Сучасні геодошки, як правило, роблять з пластику. Вони мають вертикальну квадратну ґратку з 9, 16, 25 цвяхів чи більше, або коло зі цвяхів навколо центрального стрижня. На цвяхи натягують гумові нитки, для створення різних фігур при дослідженні геометричних понять, або вирішування математичних головоломок.
Геодошки використовуються, щоб дізнатися про:
- плоскі форми;
- рухи;
- обертання;
- відображення;
- схожість;
- координацію;
- лічбу;
- прямокутність;
- моделювання;
- класифікацію;
- масштабування;
- положення;
- конгруентність;
- площу;
- периметр.

Плоскі геодошки можна використовувати на звичайному папері з використанням гумових печаток або на спеціальному «геопапері». За допомогою геодошки можна допомогти пояснити учню основні концепції геометрії. Існує також цілий ряд онлайнових віртуальних геодошок.